# Alfred Eick
Alfred Eick (9 de março de 1916 – 12 de Abril de 2015) foi um comandante de U-Boot que serviu na Kriegsmarine durante a Segunda Guerra Mundial.

## Carreira militar

### Patentes
| Offiziersanwärter    | 3 de abril de 1937    |
| Fähnrich zur See     | 1 de abril de 1938    |
| Oberfähnrich zur See | 1 de julho de 1939    |
| Leutnant zur See     | 1 de agosto de 1939   |
| Oberleutnant zur See | 1 de setembro de 1941 |
| Kapitänleutnant      | 1 de abril de 1944    |

### Condecorações
| Cruz de Ferro 2ª Classe               | 13 de janeiro de 1940   |
| Distintivo de guerra Contratorpedeiro | 19 de outubro de 1940   |
| Distintivo de Guerra U-Boot           | 19 de fevereiro de 1943 |
| Cruz de Ferro 1ª Classe               | 29 de agosto de 1943    |
| Cruz Germânica em Ouro                | 16 de março de 1944     |
| Cruz de Cavaleiro da Cruz de Ferro    | 31 de março de 1944     |